# Plaza de la Victoria (Málaga)
La Plaza de la Victoria es una plaza del distrito Centro de la ciudad de Málaga, España. Está situada entre los barrios de La Victoria y Cristo de la Epidemia, y en ella confluyen las calles Lagunillas, del Altozano, del Cristo de la Epidemia, Compás de la Victoria,  de la Victoria, Gálatas y Ferrándiz.
La plaza recibe su nombre por la proximidad del Santuario de la Victoria, patrona de Málaga, pero también es conocida como Jardín de los Monos, debido a que antaño albergaba una jaula con simios en el centro del jardín; uno de ellos se llamaba "Perico". Éste cuenta con palmeras canarias, rosales, pacíficos y naranjos amargos, entre otras especies.
Entre los edificios que rodean la plaza destacan la Iglesia de San Lázaro, del siglo XV, y el colegio de Nuestra Señora de la Victoria (Hermanos Maristas).

## Galería

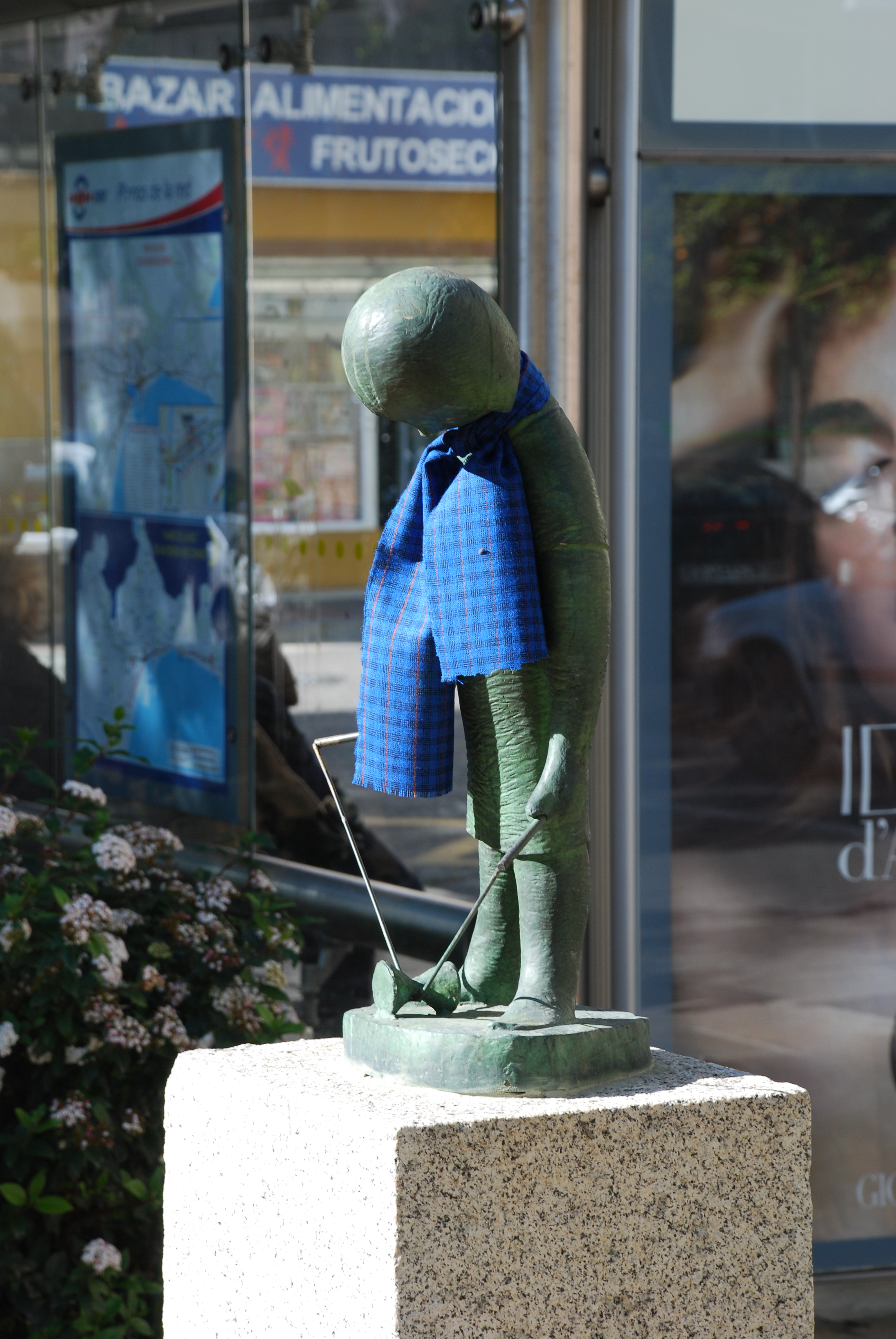
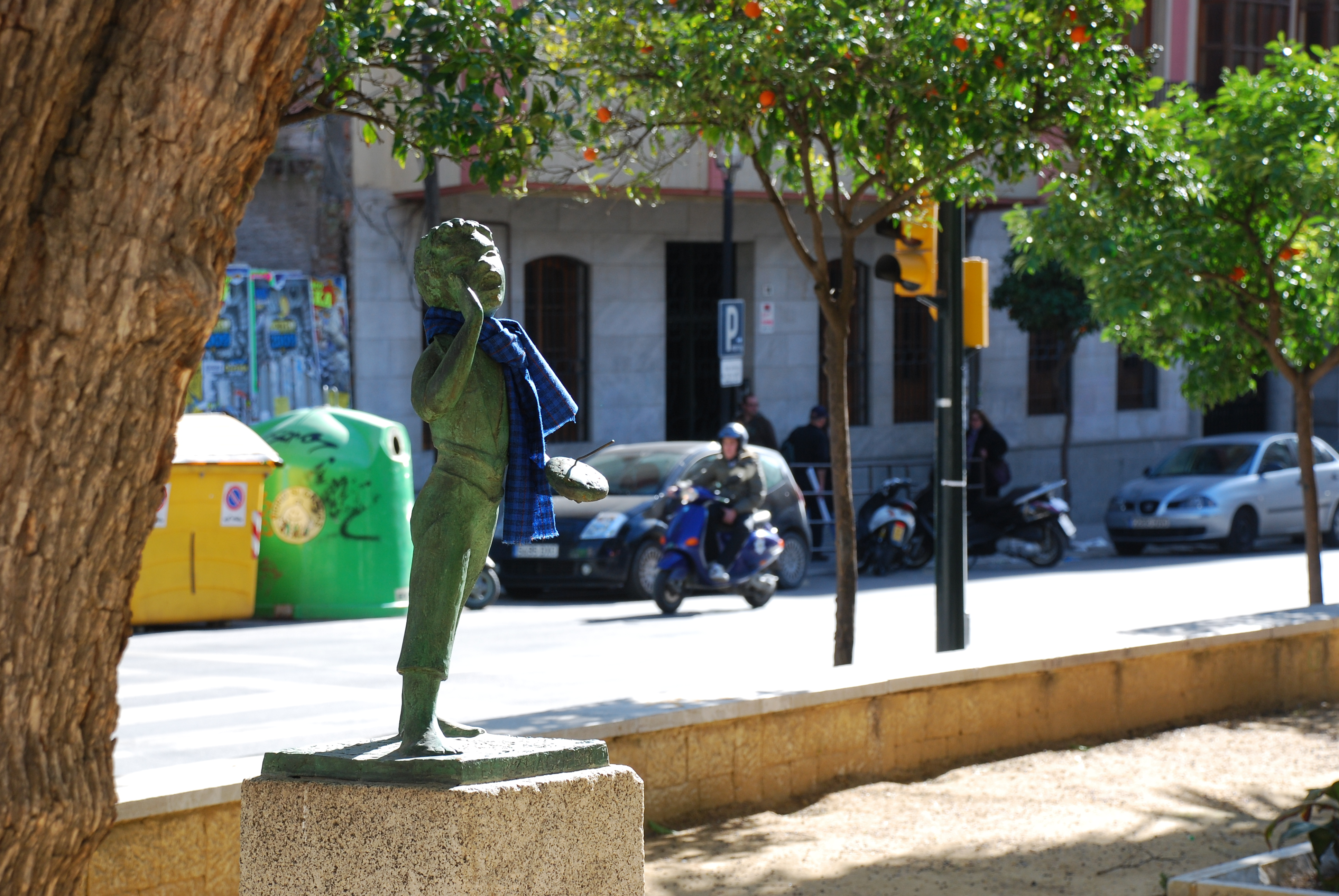
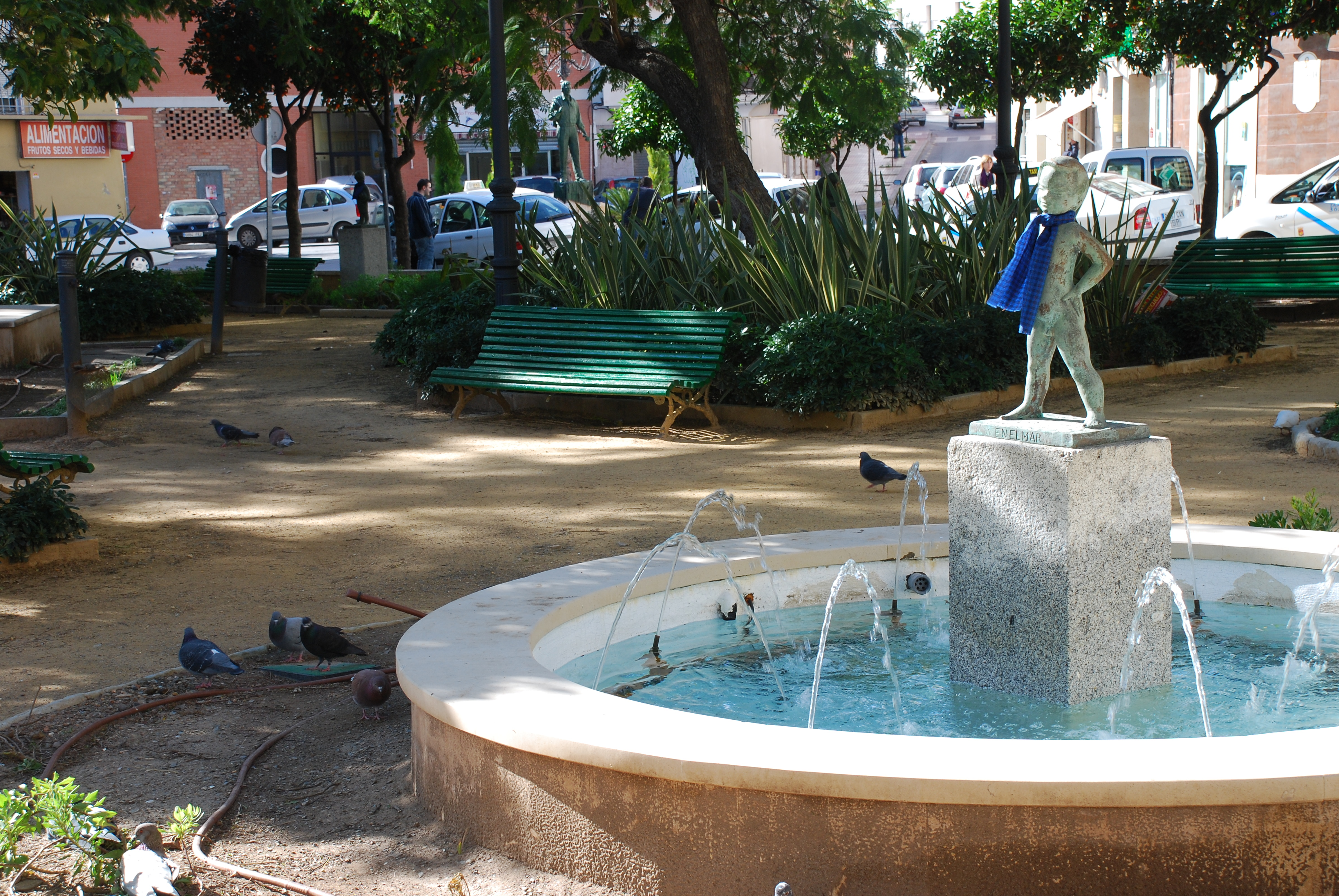
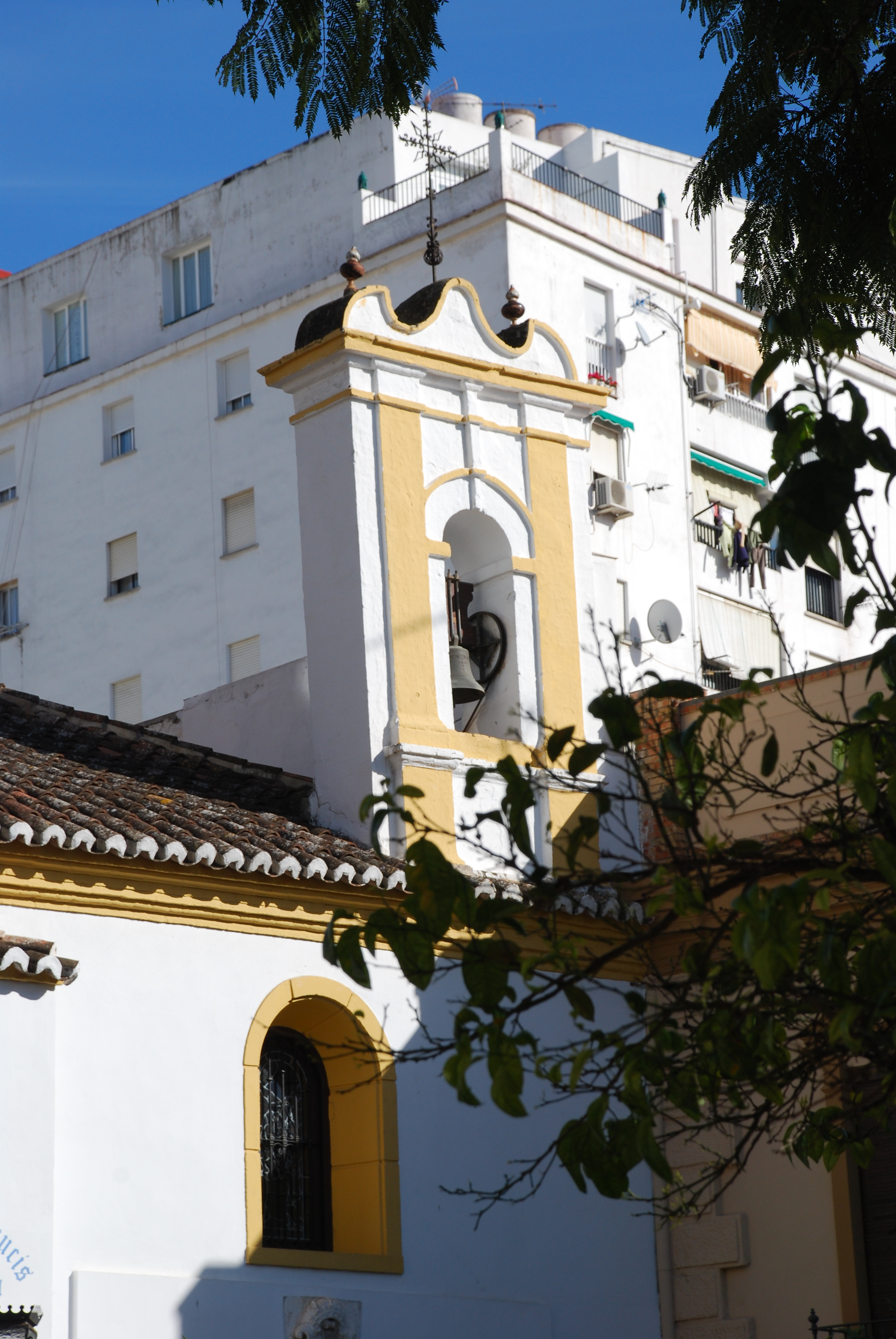